# Митваба
Митваба (фр. Mitwaba) — деревня на востоке Демократической Республике Конго, в провинции Верхняя Катанга, является центром одноименной территории. 

## География
Митваба расположен в 433 км к северу от административного центра провинции города Лубумбаши..

## История
24 декабря 1947 года недалеко от Митвабы произошла первая катастрофа авиалайнера на территории современного Конго. Самолет Lockheed Lodestar, выполнявший рейс Сабена из города в Маноно, перевернулся из-за проблем с двигателем, в результате чего погибли все пятеро человек находившихся на борту.
Во время Второй конголезской войны в Митваба был создан лагерь для беженцев. MSF организовала медицинский центр и оказывает помощь в работе санитарного поста, расположенного на въезде в лагерь Маканда. В общей сложности, в лагерях Митвабы и ее окрестностей было размещено более 20000 беженцев.

## Демография
По состоянию на 2012 год население Митваба составляло 4332 человека.
| Численность населения | Численность населения | Численность населения |
| 1984                  | 2004                  | 2012                  |
| --------------------- | --------------------- | --------------------- |
| ?                     | 3676                  | ↗4332                 |